# ميسون عودة
ميسون عودة (1967-) هي رائدة أعمال فلسطينية وصاحبة أول إذاعة متخصصة في قضايا المرأة، ولدت في مدينة القدس. وزوجُها محمد رفيق جانجت الذي كان سفير جنوب إفريقيا في فلسطين. أنهت ميسون تعليمها الثانوي في القدس، ثم أنتقلت إلى فرنسا لتلتحق بجامعة غرينوبل. حصلت على بكالوريوس في الإقتصاد الإداري عام 1988 من الجامعة الأمريكية في واشنطن. عام 2018 حصلت على شهادة برنامج تنفيذي في القيادة من جامعة هارفارد كينيدي.

## حياتها المهنية
- عملت عودة في القطاع الخاص عندما عادت إلى فلسطين.
- انضمت إلى سفارة جنوب أفريقيا للعمل مستشارةً الإعلام والتجارة، وأسّست شبكة قيمّة من المعارف وساهمت بتوطيد العلاقات الثنائية بين البَلدين خلال عملها في السفارة.
- عملت مسؤولة للملف التجاري والإعلامي في ممثلية جنوب إفريقيا لمدة سبع سنوات.
- عملت مستشاراً للسفير في سفارة جنوب أفريقيا.
- عام 2004 عملت كمستشارة إعلامية لشركة براي ميديا (PRIMEDIA) في جنوب إفريقيا.
- عام 2005 أسّست وأدارت أول إذاعة إنجليزية في المنطقة، رام اف ام 93.6 التي بثت من رام الله والقدس، واستمرت لمدة سنتين ثم توقفت بسبب الاحتلال.
- أسّست في شهر آب 2009 راديو "نساء اف ام" مع زوجها، الإذاعة النسائية الرائدة في المنطقة وشعارها "موسيقى.. تغيير.. نجاح"، واليوم تدير عمليات الإذاعة، وحصلت "نساء اف ام" على العديد من الجوائز منذ تأسيسها.[6][7]

## جوائزها
- حازت ميسون على زمالة شواب (Schwab Fellowship) وهي أول رائدة أعمال فلسطينية تنال هذه الجائزة.
- جائزة منتدى المرأة العربية والمستقبل (NAWF) لعام 2012.
- جائزة ون وورلد للإعلام (One World Media Award) لعام 2012.
- وصلت "نساء اف ام" إلى النهائيات في جائزة تومسون رويترز لعام 2013.[8]
- جائزة الريادة المجتمعية في الشرق الأوسط وشمال أفريقيا "دافوس" عام 2015.[9][10]
- جائزة الإبداع الاجتماعي المقدمة من المنتدى الاقتصادي العالمي عام 2015.[11][12]
- قلدها الرئيس محمود عبّاس وسام دولة فلسطين من رتبة فارس، عام 2016.[13]